# أبو دقيق النمر
أبو دقيق النمر أو ملكة أفريقيا أو أبو الدقيق العاهل (الاسم العلمي Danaus chrysippus)، فراشة متوسطة الحجم من الحورائيات. مواطنها آسيا وأستراليا وأفريقيا.